# 土地覆盖图的精度评估
土地覆盖图的精度评估是指通过对比分类结果与参考数据，评估基于遥感或地理空间数据所生成土地覆盖分类图的可靠性和质量。这类地图广泛应用于环境监测、城市规划及气候变化研究，因此其准确性对于科学分析和政策制定至关重要。

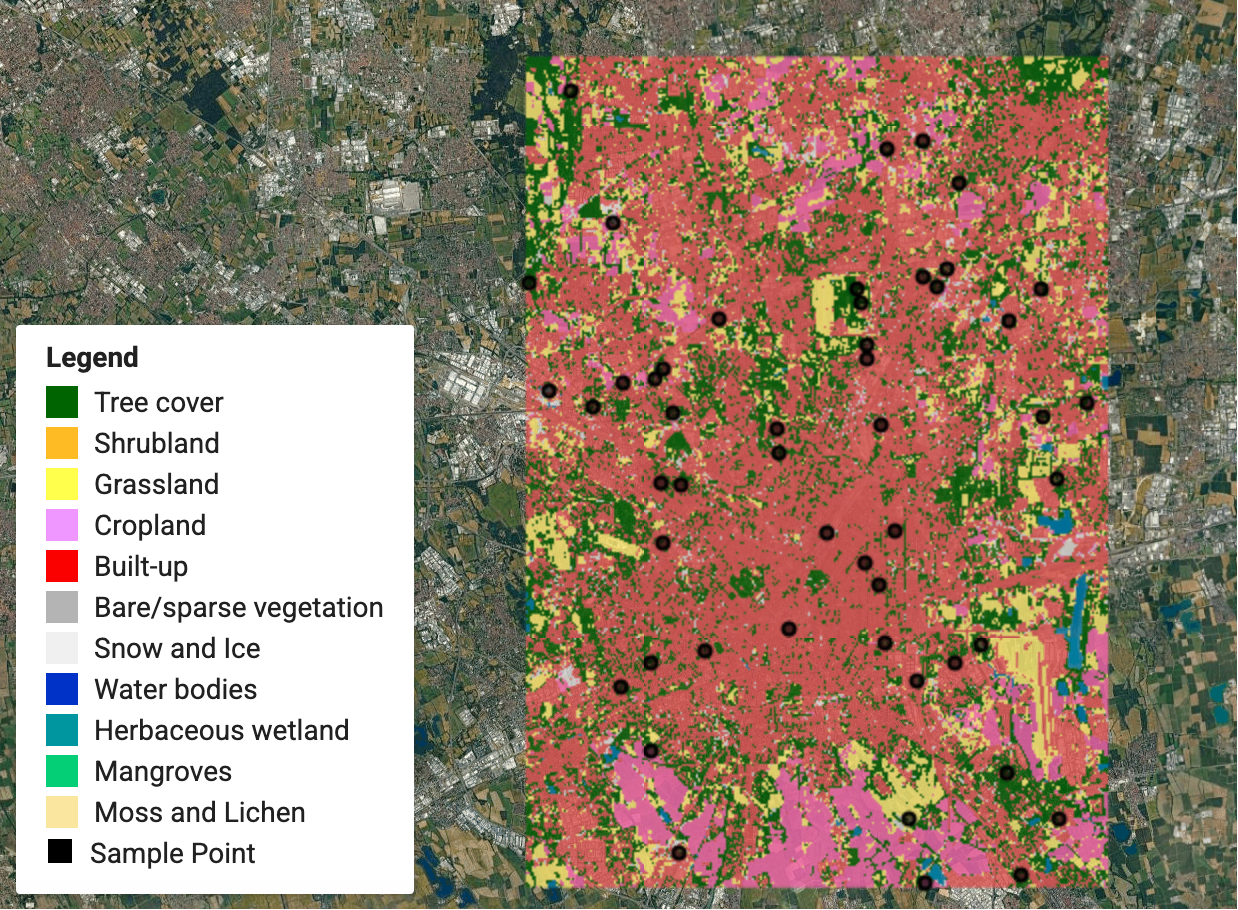
土地覆盖图和样本点

精度评估通常依赖于地面调查数据或高分辨率影像所提供的“真值”。它们被用于对比分类结果并识别分类误差。评估通常利用混淆矩阵来计算包括总体精度、用户精度、生产者精度，以及 Kappa 系数等指标。
随着全球土地覆盖产品的不断发布，近年来也出现了跨产品的比较评估方法，用以揭示数据间的一致性、差异性与不确定性。

## 精度指标

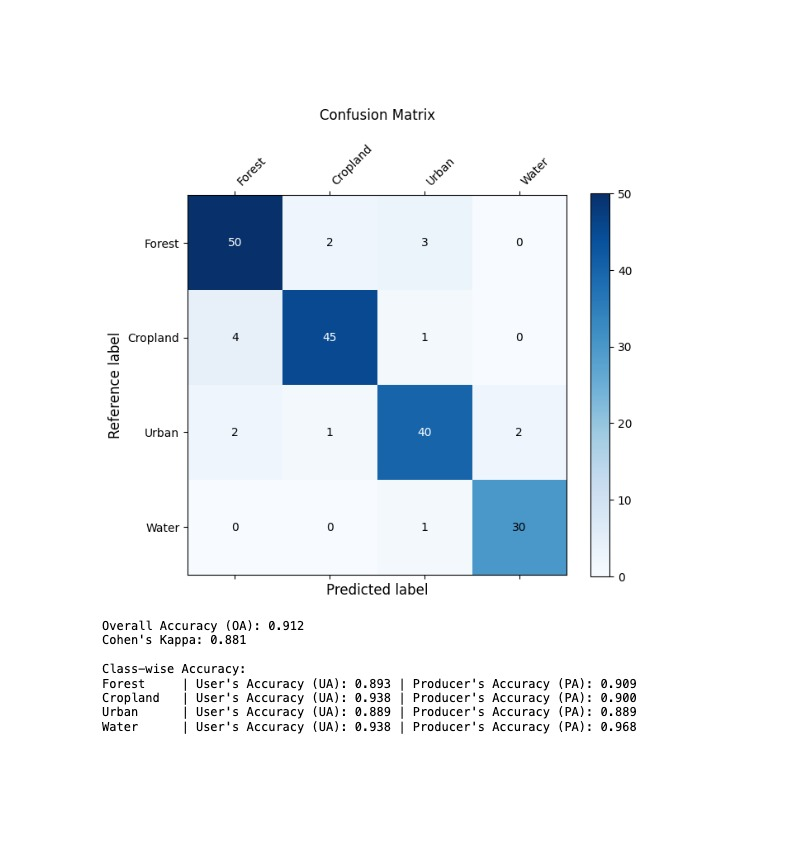
地表覆盖图的一个混淆矩阵及对应精度指标

## 多产品对比评估

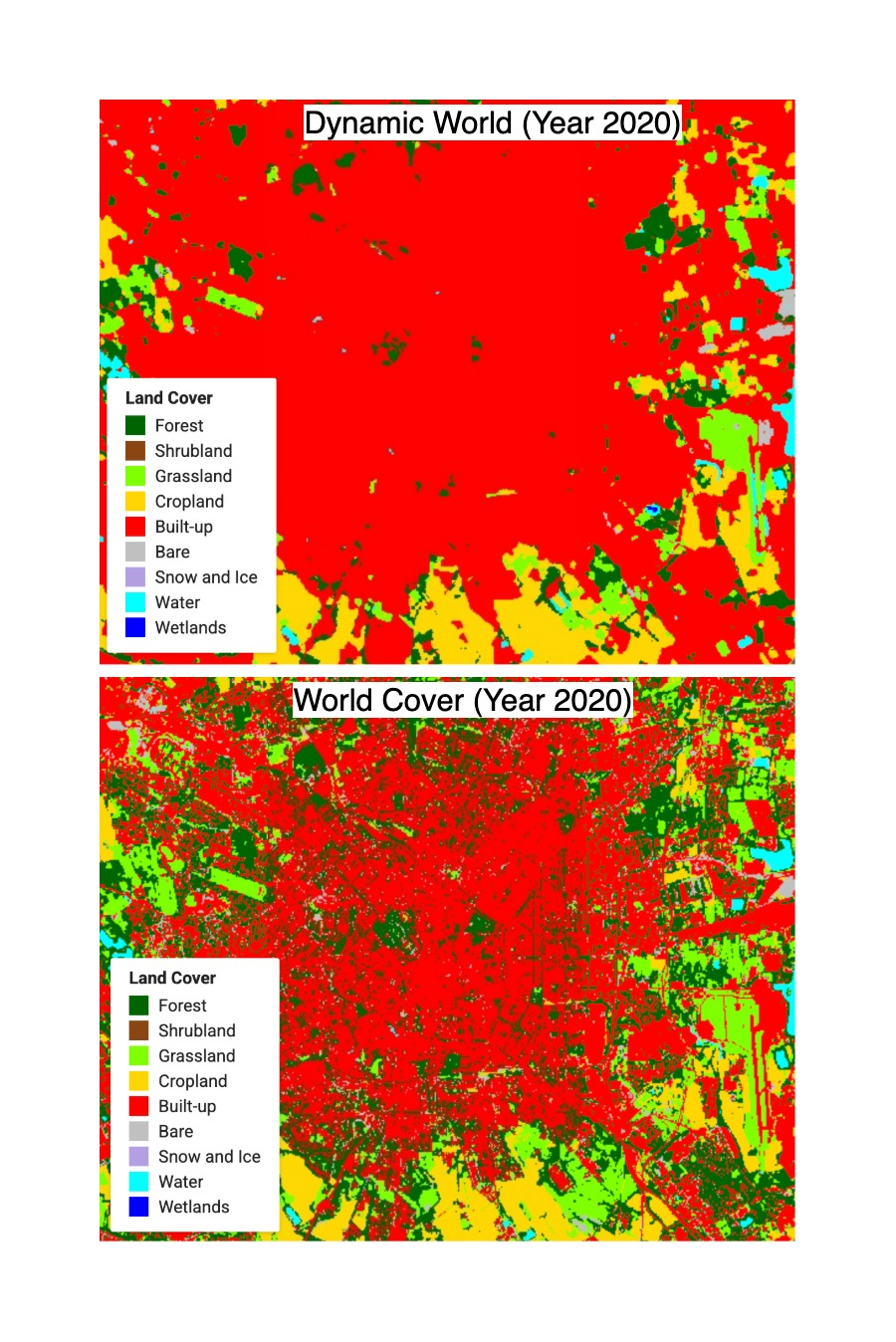
Dynamic World 和 WorldCover 之间的目视比较